# Anže Košnik
Anže Košnik, slovenski nogometaš, * 20. julij 1991, Kranj.
Košnik je profesionalni nogometaš, ki igra na položaju napadalca. Od leta 2023 je član avstrijskega kluba SC Grafenschachen. Pred tem je igral za slovenske klube Šenčur, Triglav Kranj in Krka ter avstrijske Ilzer SV, SC Pinkafeld in Pinggau-Friedberg. Skupno je v prvi slovenski ligi odigral 45 tekem in dosegel en gol.